# Kirby's Fun Pak
Kirby's Fun Pak, conosciuto in Nord America come Kirby Super Star e in Giappone come Hoshi no Kirby Super Deluxe (星のカービィ スーパーデラックス?, Hoshi no Kābī Sūpā Derakkusu, lett. "Kirby delle Stelle Super Deluxe") è un videogioco platform sviluppato da HAL Laboratory e prodotto da Nintendo per il Super Nintendo. È stato pubblicato in Giappone il 21 marzo 1996, in Nord America il 20 settembre 1996 e infine in Europa il 23 gennaio 1997. Il gioco è costituito da giochi a piattaforme ed altri più simili a minigiochi.
Kirby's Fun Pak è stato pubblicato anche sul Nintendo DS in una versione aggiornata intitolata Kirby Super Star Ultra. Il gioco è inoltre incluso in tutte le versioni del Nintendo Classic Mini: Super Nintendo Entertainment System.

## Modalità di gioco
Il protagonista, Kirby, si sposta a destra, a sinistra, in su e in giù attraverso le piattaforme del gioco, evitando di scontrarsi con i nemici. Una volta esaurita l'energia il gioco ricomincia dall'ultimo salvataggio, se invece Kirby perde tutte le vite il gioco termina.
Kirby può copiare le abilità dei nemici e quindi utilizzare una vasta gamma di attacchi. Quando ciò succede, indossa cappelli diversi e cambia colore a seconda dell'abilità che sta usando.
Una caratteristica rilevante di questo gioco è l'aggiunta di un aiutante. Quest'ultimo ha le sembianze di un nemico e aiuta Kirby nella sua avventura. Durante una partita con un solo giocatore l'aiutante sarà comandato dal computer, mentre in una partita a due esso sarà controllato dal secondo giocatore. L'aiutante talvolta possiede abilità che Kirby non può avere. La maggior parte del gioco può essere affrontata in due.
Kirby's Fun Pak è uno dei tre giochi per SNES pubblicati su scala internazionale che utilizzano il chip SA-1. Gli altri due sono Super Mario RPG: Legend of the Seven Stars e Kirby's Dream Land 3.

### Giochi a piattaforme
- Spring Breeze (tradotto Brezza leggera nella versione per DS): Kirby deve recuperare tutto il cibo rubato da King Dedede. Il gioco è di fatto una nuova versione di Kirby's Dream Land.
- Dyna Blade: Dyna Blade è un grande uccello che disturba gli abitanti di Dream Land[3]. Kirby decide di salire su per la montagna in cui vive e scoprire perché sia così agitato[4].
- Gourmet Race (Gara dei buongustai): King Dedede sfida Kirby in una gara: chi mangia più cibo e arriva per primo al traguardo vince. Nella versione per DS questo gioco si può disputare anche in due giocatori.
- The Great Cave Offensive (La grande offensiva speleologica): Kirby, mentre sta viaggiando in un bosco, finisce in una grotta e sarà costretto a trovare l'uscita. Durante l'esplorazione deve raccogliere sessanta tesori attraverso quattro aree. Il punteggio massimo che si può ottenere raccogliendo tutti i tesori è 9.999.990. Questa modalità ha anche ispirato uno scenario di Super Smash Bros Wii U.
- Revenge of Meta Knight (La vendetta di Meta Knight): in questo capitolo Kirby dovrà impedire a Meta Knight di conquistare Dream Land. Una novità è che qui i livelli e le battaglie hanno un tempo limite. Questa modalità ha ispirato uno scenario di Super Smash Bros Brawl.
- Milky Way Wishes (Auguri dalla Via Lattea): in quest'avventura il sole e la luna hanno cominciato misteriosamente a litigare, creando caos e distruzione in tutto il pianeta per via dei loro continui conflitti. Un personaggio di nome Marx spiega a Kirby che per fermarli bisogna raccogliere i poteri degli astri vicini in modo da poter parlare con Nova Galattica, la quale è in grado di esaudire qualsiasi desiderio. Una volta completata la missione, però, Marx esaudisce il desiderio al posto di Kirby, chiedendo di conquistare il pianeta: era stato lui ad indurre il sole e la luna a litigare, e ha ingannato Kirby per fargli fare tutto il lavoro sporco al posto suo. Dopo una lunga battaglia, Kirby sconfigge Marx e la pace torna sul pianeta. In questa modalità, per usare le abilità Kirby deve trovarle nei piedistalli nascosti tra i livelli, e può scegliere tra loro
- The Arena (L'arena): in quest'ultimo gioco è possibile riaffrontare tutti i boss delle avventure precedenti, uno dopo l'altro.

### Altri giochi
- Samurai Kirby: in questo gioco bisogna premere il pulsante di azione nell'istante in cui viene segnalato a schermo, ma non troppo presto né troppo tardi. In questo modo Kirby potrà sconfiggere l'avversario di turno. Il tempo di reazione è misurato in centesimi di secondo.
- Megaton Punch: attraverso tre diversi meccanismi bisogna accumulare la più alta energia con cui scagliare un pugno a terra e causare più danni dell'avversario di turno. Il punteggio massimo è di 201.

## Sviluppo
Kirby's Fun Pak è stato sviluppato in Giappone da HAL Laboratory e diretto dal creatore di Kirby Masahiro Sakurai. È stato il terzo gioco di Kirby da lui diretto, dopo Kirby's Dream Land e Kirby's Adventure. Sebbene sia un titolo per Super Nintendo Entertainment System (SNES), il prototipo di Kirby's Fun Pak è stato sviluppato per il Nintendo Entertainment System originale. Secondo Sakurai, sebbene il prototipo fosse solo per uso interno, era quasi completo e alcune delle animazioni di Kirby erano quasi identiche nel gioco finale. Il prototipo è stato utilizzato per testare le proposte prima di implementarle nel prodotto finale; Sakurai in seguito avrebbe affermato che avere il gioco in funzione su una build interna aveva reso più facile lo sviluppo delle idee. Il presidente di HAL Satoru Iwata fu poco coinvolto nel gioco e lasciò lo sviluppo sotto la supervisione di Sakurai.
Per Kirby's Fun Pak, Sakurai "aveva tre pilastri in mente. Uno era il gameplay cooperativo per due giocatori, un altro includere movimenti simili a quelle dei giochi picchiaduro. Il terzo era un formato che riunisse più giochi". L'aggiunta del gameplay cooperativo era qualcosa che Shigeru Miyamoto aveva richiesto. Sebbene Sakurai sapesse che un gioco Kirby per SNES avrebbe reso necessari personaggi e grafica più grandi e più dettagliati, volle richiedere il parere di Miyamoto prima di pensare alle basi e ad altri aspetti importanti. Sakurai e Iwata si recarono pertanto a Kyoto; lì, Miyamoto disse loro che voleva un gameplay cooperativo, qualcosa di raro nei giochi platform a scorrimento laterale. Miyamoto aveva sognato per molti anni di creare un gioco cooperativo nel suo franchise di Super Mario, ma ciò non fu possibile fino a New Super Mario Bros. Wii nel 2009 a causa della velocità del gameplay della serie. Sakurai concepì quindi l'idea di avere un personaggio principale e uno di supporto, cosa che pensava avrebbe aperto la porta a giocatori inesperti.

## Accoglienza
| Testata                   | Versione | Giudizio                |
| ------------------------- | -------- | ----------------------- |
| GameRankings (media al)   | DS       | 80%                     |
| GameRankings (media al)   | SNES     | 86%                     |
| Metacritic (media al)     | DS       | 76/100                  |
| 1UP.com                   | DS       | A−                      |
| 411Mania                  | DS       | 9/10                    |
| Destructoid               | DS       | 8,5/10                  |
| Electronic Gaming Monthly | SNES     | 8,625/10                |
| Eurogamer                 | DS       | 6/10                    |
| Famitsū                   | DS       | 32/40                   |
| Game Informer             | DS       | 7/10                    |
| Game Informer             | SNES     | 7,25/10                 |
| Game Revolution           | DS       | B−                      |
| GameZone                  | DS       | 7,7/10                  |
| IGN                       | DS       | (AU) 8,3/10 (US) 7,9/10 |
| IGN                       | WII      | 8,5/10                  |
| Nintendo Life             | WII      | 9/10                    |
| Nintendo Power            | DS       | 9/10                    |

Kirby's Fun Pak è stato un successo sia critico che commerciale, vendendo oltre un milione di copie in Giappone. Ha ricevuto recensioni "favorevoli" secondo il sito web di aggregazione di recensioni GameRankings  ed è ampiamente considerato come uno dei migliori giochi della serie. I quattro revisori di Electronic Gaming Monthly hanno lodato la grande quantità di contenuti, la modalità a due giocatori simultanea, la grafica e la capacità di Kirby di assorbire energia.  Captain Cameron di GamePro ha affermato che "L'esecuzione perfetta dei vari controlli porta un divertimento semplice ma affascinante". Trattando della versione per Virtual Console, Nintendo Life ha elogiato la colonna sonora "impressionante" e le immagini "colorate".
Kirby Super Star Ultra ha ricevuto il plauso della critica secondo il sito web di aggregazione di recensioni Metacritic. 1UP ha elogiato il gioco per il suo multiplayer e lo ha descritto come "eccellente", notando però che non era molto difficile e il design dei livelli non era così intricato come nella serie di Mario.  Craig Harris di IGN ha affermato che, sebbene divertente, il gioco risulta essere "un po' facile".
Electronic Gaming Monthly ha definito Kirby's Fun Pak il secondo gioco a scorrimento laterale dell'anno (dietro Guardian Heroes).
L'11 dicembre 2008, Super Star Ultra è diventato un titolo Famitsu Gold.  A partire dall'11 gennaio 2009, Kirby Super Star Ultra ha venduto 1 021 000 copie in Giappone. È stato anche il nono gioco più venduto in Giappone nel 2008. A dicembre 2008, è stato il quinto gioco per Nintendo DS più venduto negli Stati Uniti.

## Remake
Kirby Super Star Ultra, noto in Giappone come Kirby of the Stars: Ultra Super Deluxe, è un remake di Kirby's Fun Pak per Nintendo DS, sviluppato per commemorare il 15º anniversario della serie. Kirby Super Star Ultra conserva tutte le modalità di gioco presenti nell'originale, ma ne aggiunge quattro nuove: Vendetta Reale, una versione più difficile di Brezza Leggera; Cavaliere Nero Ultra, che consente al giocatore di attraversare i livelli controllando Meta Knight; Da Aiutante a Eroe, in cui il giocatore controlla gli aiutanti e combatte i boss; e L'Arena Finale, una versione aggiornata di L'Arena. Include anche tre nuovi minigiochi, l'integrazione del touchscreen DS, multiplayer wireless per un massimo di quattro giocatori tramite DS Download Play, grafica e audio migliorati e filmati in full motion.
Super Star Ultra è stato diretto da Shinya Kumazaki di HAL. Inizialmente si chiamava Super Deluxe Plus, ma venne ribattezzato dopo che il produttore Masayoshi Tanimura richiese al team di creare qualcosa che superasse le aspettative dei clienti. L'obiettivo del team era quello di mantenere tutte le modalità dell'originale SNES; nonostante le dimensioni considerevoli del gioco, Kumazaki credeva di non poter rimuovere nulla a causa delle speranze dei fan. Furono apportate modifiche per i nuovi giocatori, mentre HAL è riuscito a mantenere il multiplayer attraverso la funzionalità wireless del DS. Alcuni sviluppatori pensavano che il gioco fosse cambiato così tanto da poter essere considerato un nuovo prodotto. La confezione venne realizzata con uno strato di glitter per mantenere il senso di lusso che il design della scatola di Paulownia aveva dato all'originale, poiché la coordinatrice del progetto Mari Shirakawa ritenne che Paulownia non piacesse ai bambini. Kirby Super Star Ultra è stato pubblicato in Nord America il 22 settembre 2008, in Giappone il 6 novembre 2008 e in Europa il 18 settembre 2009.

## Eredità
Molti dei brani musicali di Kirby Super Star sono stati remixati in vari giochi, come nella serie Super Smash Bros.; il primo titolo per Nintendo 64, ad esempio, presentava una nuova versione del tema "Gourmet Race" come sigla di Kirby.
Kirby Super Star è stato reso disponibile sulla Virtual Console di Wii in Giappone il 13 ottobre 2009, in Nord America il 17 maggio 2010 e nelle regioni PAL il 28 maggio 2010. La versione per Virtual Console di Wii U è stata pubblicata in Giappone il 1º maggio 2013 e in Nord America ed Europa il 23 maggio 2013. Quando venne distribuita in Europa per la Virtual Console di Wii U, la versione nordamericana fu inclusa al posto della versione europea. Era anche uno dei giochi inclusi in Kirby's Dream Collection, che è uscito per Wii per celebrare il 20º anniversario della serie.
La corazzata di Meta Knight, la Halberd, sarebbe riapparsa in Kirby: Topi all'attacco, Super Smash Bros. Brawl, Kirby e la stoffa dell'eroe, Super Smash Bros. per Wii U e Kirby: Planet Robobot.
In Super Smash Bros. per Wii U compare uno stage basato su The Great Cave Offensive .In riferimento alla modalità omonima, l'arena è tra le fasi più grandi del gioco e quindi supporta fino a otto giocatori. È dotata inoltre di una meccanica unica chiamata "Zone di pericolo", che mettono immediatamente KO qualsiasi combattente i cui danni subiti superano il 100%. Tale arena è stata riportata in Super Smash Bros. Ultimate.
Il gioco è incluso anche nella Super NES Classic Edition.